# Helga Schalburg
Helga Frederikke "Helle" (von) Schalburg, født baronesse (Freiin) von Bülow (2. februar 1910 i Wilhelmshaven – 1995 i Hillerød) var en dansk-tysk nazist, som var gift med Christian Frederik von Schalburg.
Helga von Bülow var datter af tysk friherre og kaptajn i Kaiserliche Marine Friederich August Heinrich von Bülow og Frederikke Hedevig Christiane, født Damm i 1876 i Århus. Faderen døde uventet af sygdom i 1916, og Helga blev sendt til en tante i København, hvor hun kom til at gå i dansk skole.
12. oktober 1929 ægtede hun i en borgerlig vielse officeren Christian Frederik von Schalburg.[kilde mangler]
Den 18. oktober 1929 blev hun, som ugift baronesse boende Kastelsvej 19, viet i Alexander Nevsky Kirke med ungkarl, dansk undersåt og løjtnant Konstantin Fedorovitch Schalburg. Med vielsen blev hun dansk statsborger.
22. november 1934 fødte hun på St. Lukasstiftelsen i Gentofte deres søn, som den 2. februar 1935 blev døbt Aleksander Schalburg i Alexander Nevsky Kirke. Fadderne var Hans Kongelige Højhed Prins Gustav til Danmark, oberst Nikolaj Kulikovsky og hans hustru Hendes Kejserlige Højhed storfyrstinde Olga Alexandrovna af Rusland.
Efter mandens død 1942 på Østfronten stiftede hun C.F. von Schalburg's Mindefond. Efter en række konflikter med DNSAP omkring kontrollen med fonden meldte hun sig ud af DNSAP den 24. april 1943.
I 1943 havde hun fortsat bopæl på Brøndsted Allé 6, og kaldte sig kammerjunkerinde Helle von Schalburg.
Efter befrielsen ophørte både hendes enkepension fra SS og den tjenestemandspension, som hun modtog fra den danske stat. Hun blev desuden interneret.
8. januar 1948 blev hun for oprettelsen af mindefonden idømt ét års fængsel ved Københavns Byret, hvoraf 93 dage ansås for udstået med hendes internering. Det mødte kritik i samtiden, at hun blev straffet så hårdt på grund af fonden, mens "større fisk" undgik offentlighedens søgelys. Allerede 2. februar samme år ansøgte hendes sagfører, højesteretssagfører Thorsøe-Jacobsen om hendes benådning, og 9. juni 1948 blev hun benået af kongen efter anbefaling fra Justitsministeriet og slap derfor for straf bortset fra de 93 dage i internering. Der var altså mere tale om statuering af et eksempel end ønsket om at straffe Schalburg-enken.
I efterkrigstiden oplevede hun og sønnen Aleksander et drastisk fald i levestandard og blev ofte udsat for chikane. I august 1949 søgte Helga Schalburg at få sin søn indmeldt på Johannesskolen på Frederiksberg, men fik tilbagemelding om, at det kun kunne ske, såfremt sønnen ændrede sit efternavn. Det ville hun dog ikke efterkomme.
I 1986 lod Schalburg sig fotografere i byen Ulrichsberg i den østrigske delstat Kärnten sammen med de tre danske bærere af Jernkorsets Ridderkors, hvoraf den ene var Søren Kam.
Hun døde på plejehjemmet Lions Park i Hillerød i 1995, mens sønnen døde i marts 2006. De er begge begravet i Danmark.